# Матеус Енріке
Матеус Енріке де Соуза de Souza (порт. Matheus Henrique, нар. 19 грудня 1997, Сан-Паулу) — бразильський футболіст, що грає на позиції півзахисника в клубі «Сассуоло», а також національній збірній Бразилії. У складі збірної — олімпійський чемпіон Олімпійських ігор 2020 року. У складі «Греміо» став чотириразовим переможцем Ліги Гаушу.

## Клубна кар'єра
Матеус Енріке народився 1997 року в Сан-Паулу. Розпочав виступи на футбольних полях у складі клубу «Сан-Каетану» в 2015 році. За три роки футболіст перейшов до складу клубу «Греміо», у складі якого чотири роки поспіль ставав чемпіоном штату — переможцем Ліги Гаушу.
11 серпня 2021 року на правах оренди з подальшим обов'язковим викупом перейшов до італійського «Сассуоло». З 2022 року грає у складі «Сассуоло» вже на правах постійного контракту.

## Виступи за збірні
З 2019 року Матеус Енріке залучався до складу молодіжної збірної Бразилії, на молодіжному рівні зіграв у 19 матчах, в яких забив 1 гол.
У 2019 році Матеус Енріке дебютував у складі національної збірної Бразилії у товариському матчі зі збірною Сенегалу.
У 2021 році Матеуса Енріке включили до складу олімпійської збірної Бразилії для участі в Олімпійських іграх 2020 року в Токіо. На Олімпіаді Матеус у складі бразильської збірної став олімпійським чемпіоном.
| Дата       | Місто    | Господарі | Результат | Гості   | Турнір           | Голи | Примітки |
| ---------- | -------- | --------- | --------- | ------- | ---------------- | ---- | -------- |
| 10-10-2019 | Сінгапур | Бразилія  | 1 – 1     | Сенегал | товариський матч | -    | 68'      |
| Усього     |          | Матчів    | 1         |         | Голів            | 0    |          |

## Титули і досягнення
- Олімпійський чемпіон (1): 2020
- Переможець Ліги Гаушу (4):

«Греміо»: 2018, 2019, 2020, 2021